# Л-3 «Фрунзенець»
| Л-3 «Фрунзенець»                                     | Л-3 «Фрунзенець»                                                         | Л-3 «Фрунзенець»                                                         |
| ---------------------------------------------------- | ------------------------------------------------------------------------ | ------------------------------------------------------------------------ |
| Л-3 «Фрунзовец»                                      |                                                                          |                                                                          |
|                                                      |                                                                          |                                                                          |
| Рубка Л-3 на виставці ВМФ в «Парку Перемоги», Москва |                                                                          |                                                                          |
| Верф                                                 | завод № 189, Ленінград                                                   | завод № 189, Ленінград                                                   |
| Під прапором                                         | СРСР                                                                     | СРСР                                                                     |
| Належність                                           | Військово-морський флот СРСР                                             | Військово-морський флот СРСР                                             |
| Порт приписки                                        | Кронштадт                                                                | Кронштадт                                                                |
| Спуск на воду                                        | 8 липня 1931                                                             | 8 липня 1931                                                             |
| Виведений зі складу флоту                            | 17 серпня 1953                                                           | 17 серпня 1953                                                           |
| Проєкт                                               |                                                                          |                                                                          |
| Тип ПЧ                                               | Підводний мінний загороджувач                                            | Підводний мінний загороджувач                                            |
| Розробник проєкту                                    | Техбюро № 4 Балтійського заводу                                          | Техбюро № 4 Балтійського заводу                                          |
| Головний конструктор                                 | Б. М. Малінін                                                            | Б. М. Малінін                                                            |
| Основні характеристики                               |                                                                          |                                                                          |
| Швидкість (надводна)                                 | 14,5 вузла (28 км/год)                                                   | 14,5 вузла (28 км/год)                                                   |
| Швидкість (підводна)                                 | 8,3 вузла (16 км/год)                                                    | 8,3 вузла (16 км/год)                                                    |
| Робоча глибина занурення                             | 75 м                                                                     | 75 м                                                                     |
| Гранична глибина занурення                           | 90 м                                                                     | 90 м                                                                     |
| Автономність плавання                                | 28 діб                                                                   | 28 діб                                                                   |
| Екіпаж                                               | 54 осіб                                                                  | 54 осіб                                                                  |
| Розміри                                              |                                                                          |                                                                          |
| Довжина найбільша (по КВЛ)                           | 78 м                                                                     | 78 м                                                                     |
| Ширина корпусу найб.                                 | 7,2 м                                                                    | 7,2 м                                                                    |
| Середня осадка (по КВЛ)                              | 3,96 м                                                                   | 3,96 м                                                                   |
| Водотоннажність надводна                             | 1051 т                                                                   | 1051 т                                                                   |
| Силова установка                                     |                                                                          |                                                                          |
| 2 дизелі потужністю по 1100 к. с.                    |                                                                          |                                                                          |
| Озброєння                                            |                                                                          |                                                                          |
| Артилерія                                            | 1 х 102-мм/45 Б-2, 120 набоїв                                            | 1 х 102-мм/45 Б-2, 120 набоїв                                            |
| Торпедно- мінне озброєння                            | Носові: 6 ТА калібру 533-мм (12 торпед). Кормові: 2 мінні труби, 20 мін. | Носові: 6 ТА калібру 533-мм (12 торпед). Кормові: 2 мінні труби, 20 мін. |
| ППО                                                  | 1 х 45-мм/46 21-К, 500 набоїв.                                           | 1 х 45-мм/46 21-К, 500 набоїв.                                           |

Л-3 «Фрунзенець» (у джерелах зустрічаються варіанти «Фрунзевець», «Фрунзовец») — радянський дизель-електричний мінно-торпедний підводний човен часів Другої світової війни, третій човен типу «Ленінець», серії II.
Інші назви:
- з 21 листопада 1931 р. — «Більшовик»
- з 15 вересня 1934 р. — «Фрунзевець»
- з 1936 р. — Л-3
- з 9 червня 1949 р. — Б-З
- з 30 травня 1956 р. — СТЖ-25
- з 27 грудня 1956 р. — УТС-28

9 червня 1949 Л-3 отримав позначення «Б-3». 17 серпня 1953 виведена з бойового складу флоту і перекваліфікована в навчальний підводний човен. 21 травня 1956 переформований в навчально-тренувальну станцію по боротьбі за живучість «УТС-28».

## Історія
Човен був закладений 6 вересня 1929 року на Балтійському заводі № 189 у Ленінграді, заводський номер 197, спущений на воду 8 липня 1931 року і 5 листопада 1933 року увійшов до складу Балтійського флоту. З 1939 року по 24 лютого 1941 рік пройшов модернізацію і капітальний ремонт. У роки Німецько-радянської війни «Л-3» здійснив 8 походів (7 бойових), виконав 16 торпедних атак з пуском 46 торпед, виконав 12 (11) встановлень мін. Потопив торпедами 2 кораблі супротивника (10743 брт). На поставлених мінах загинуло не менше 5 судів (11708 брт) і пошкоджено не менше 1 судна. «Л-3» неодноразово підривався під час бойових походів на мінах, але кожен раз підводний човен вдавалося врятувати.
За роки Німецько-радянської війни 423 члени екіпажу «Л-3» були нагороджені орденами і медалями. Рубка «Л-3» експонується у Парку Перемоги на Поклонній горі в Москві. Рубка спочатку була встановлена біля штабу 22-ї бригади підплава в м. Лієпаї, після виводу російської армії з Латвії була вивезена і, в 1995 році, встановлена на Поклонній горі в Москві. За кількістю потоплених суден під час німецько-радянської війни «Л-3» посідає 1-е місце в радянському ВМФ, хоча за сумарним тоннажем він поступається підводному човну С-13 з 44,1 тис. брт.

## Участь у Другій світовій війні

### Капітан Грищенко П. Д.
22 червня 1941 «Л-3» зустріла під командуванням капітана 3 рангу (згодом капітана 2 рангу) Петра Денисовича Грищенко.
Бойові походи:
1. 22 червня-9 липня 1941 Лібава — підходи до Мемеля — Таллінн
2. 15 липня — 31 липня 1941 Таллін — Данцигська бухта — Таллінн
3. 30 вересня — 30 жовтня 1941 Кронштадт — о. Готланд — Кронштадт
4. 9 серпня — 10 вересня 1942 Кронштадт — південна частина Балтійського моря — Кронштадт (в поході брав участь письменник А. І. Зонін)
5. 27 жовтня — 18 листопада 1942 Кронштадт — Балтійське море через Фінські шхери — Лавенсаарі:

4 липня, при переході з бухти Кіхелькона в Тригей, човен був безрезультатно атакований німецьким підводним човном U-145. 28 липня отримав значні пошкодження в результаті атаки німецьких катерів-тральщиків. 6 вересня 1942 підірвався на міні, до бази дійшов. 30 жовтня 1942 підірвався на антенній міні, продовжив похід. 13 листопада 1942 потрапив під таранний удар транспорту, позбувся перископа, повернувся на базу. 1 березня 1943 човну присвоєно звання «Гвардійський».
13 листопада 1942 року «Л-3» виявив конвой, що складався з чотирьох транспортів в супроводі тральщиків, підводний човен спочатку маневрував для виходу в атаку на найбільший транспорт. Через швидке погіршення видимості прийнято рішення маневрувати за даними гідроакустики. Однак «Л-3» потрапив в середину конвою, внаслідок чого стало важко визначити точні координати цілі через оточуючих з усіх боків шумів інших транспортів. Було прийнято рішення підсплисти на один метр з безпечної глибини 10,5 метра на перископну 9,5 метра і визначити координати цілі в перископ. Після підняття перископа сталося зіткнення з одним із транспортів, який в цей час проходив над підводним човном. У підсумку, незважаючи на зіткнення, субмарина помічена не була. Від удару тумба огорожі була нахилена на правий борт на 30 градусів, командирський перископ був зігнутий вправо на 90 градусів і розгорнуто в корму на 135 градусів, антени лівого борту були зірвані. 18 листопада підводний човен самостійно повернувся на базу. Дії Грищенко були визнані грамотними, правильними і виключно корисними, оскільки цим вперше в підводній війні на Балтиці була доведена можливість безперископної атаки за одними даними приладів гідроакустики. При цьому наголошувалося, що командиру, для її успішного завершення, слід було б обрати дещо більшу глибину занурення.

### Капітан Коновалов В. К.
9 березня 1943 командиром був призначений капітан-лейтенант Володимир Костянтинович Коновалов (Вульф Калманович Коновалов). Командував човном до 9 травня 1945 року.
З 1944 року, після укладення перемир'я з Фінляндією, човен базувався на Ханко.
Бойові походи:
1. 1 жовтня — 16 листопада 1944 Ханко — південно-східна частина Балтійського моря — Турку
2. 2 січня — 8 лютого 1945
3. 23 березня — 25 квітня 1945 Турку — південна частина Балтійського моря (Данцигська бухта) — Турку

У ніч з 16 на 17 квітня 1945 «Л-3», перебуваючи на патрулюванні біля входу в Данцигській бухті, виявив транспорт (було заявлено про наявність транспорту і 2-ох кораблів охорони), котрим виявився теплохід «Гойя» з біженцями на борту. Підводний човен переслідував транспорт в надводному положенні, оскільки підводна швидкість ходу була недостатня. В 23:52 по теплоході було випущено 2 торпеди, обидві влучили. «Гойя» затонув через 7 хвилин. Загинуло від 6 до 7 тис. осіб, переважно жінок і дітей (точна кількість людей, які знаходилися на борту залишилася невідомою). Було врятовано тільки 185 осіб. Потоплення «Гойї» і на даний час посідає друге місце у списку найбільших морських катастроф, за кількістю жертв, після потоплення лайнера «Вільгельм Густлоф».
- Період 1941–1942 років описаний за даними командира Л-3, капітана 1 рангу кандидата військово-морських наук Петра Денисовича Грищенко:

1) Грищенко П. Д. Мої друзі підводники. Л., 1966;
2) Грищенко П. Д. Сіль служби. Л., 1979; 3) Грищенко П. Д. Сутичка під водою. М., 1983)
і письменника Олександра Ілліча Зоніна:
1) Зонін А. І Похід підводного човна під командуванням капітана 2-го рангу Грищенко. Л., 1942;
2) Зонін А. І Дві тисячі миль під водою. М. — Л., 1944;
3) Зонін А. І Сторінки похідного щоденника. Бойове плавання на підводному човні Л-З у серпні-вересні 1942 р. СПб., 1981).
- Період 1944—1945 описаний з особистих щоденників штурмана підводного човна «Л-3» капітана першого рангу Павлова Івана Григоровича.

### Торпедні атаки
| Дата             | Мета / Водотоннажність                    | Умови залпу                                  | Офіційно зараховано                                    | Підтверджений результат                                |
| 1942             | 1942                                      | 1942                                         | 1942                                                   | 1942                                                   |
| ---------------- | ----------------------------------------- | -------------------------------------------- | ------------------------------------------------------ | ------------------------------------------------------ |
| 18 серпня 1942   | «CFLiljevalch», 5513 брт                  | з підводного положення 2 торпеди з 10 кбт    | потоплений                                             | потоплений                                             |
| 26 серпня 1942   | 3 транспорти                              | з надводного положення 4 торпеди з 12-15 кбт | потоплені 2 транспорту (8000 БРТ, 2600 брт)            | промах                                                 |
| 1 вересня 1942   | конвой 8 транспортів, есмінець            | з підводного положення 2 торпеди з 10 кбт    | потоплений есмінець, 1600 т                            | промах                                                 |
| 1 вересня 1942   | конвой 8 транспортів, есмінець            | з підводного положення 4 торпеди з 15 кбт    | потоплений транспорт, пошкоджений транспорт            | промах                                                 |
| 6 листопада 1942 | міноносець                                | з підводного положення 2 торпеди з 4,5 кбт   | промах                                                 | промах                                                 |
| 1944             |                                           |                                              |                                                        |                                                        |
| 15 жовтня 1944   | транспорт                                 | з надводного положення 3 торпеди з 2 кбт     | потоплений транспорт                                   | не встановлено                                         |
| 25 жовтня 1944   | з підводного положення 3 торпеди з 10 кбт | промах                                       | промах                                                 |                                                        |
| 26 жовтня 1944   | 2 транспорти, сторожовик, 2 катери        | з підводного положення 2 торпеди з 7 кбт     | потоплений сторожовий корабель                         | промах                                                 |
| 1945             |                                           |                                              |                                                        |                                                        |
| 31 січня 1945    | транспорт, сторожовик, катери             | з надводного положення 3 торпеди з 9 кбт     | потоплений транспорт                                   | не встановлено                                         |
| 31 січня 1945    | 2 транспорти, сторожовик                  | з надводного положення 3 торпеди з 8 кбт     | промах                                                 | промах                                                 |
| 31 січня 1945    | 2 транспорти, сторожовик                  | з надводного положення 3 торпеди з 8 кбт     | промах                                                 | промах                                                 |
| 4 лютого 1945    | есмінець, 2 міноносці                     | з підводного положення 3 торпеди з 10 кбт    | промах                                                 | промах                                                 |
| 17 квітня 1945   | «Гойя», 5230 брт                          | з надводного положення 3 торпеди з 8 кбт     | потоплений теплохід з біженцями, близько 7000 загиблих | потоплений теплохід з біженцями, близько 7000 загиблих |
| 19 квітня 1945   | транспорт, десантні суду                  | з надводного положення 3 торпеди з 12 кбт    | промах                                                 | промах                                                 |
| 19 квітня 1945   | транспорт, десантні суду                  | з надводного положення 3 торпеди з 10 кбт    | потоплена плавуча батарея                              | промах                                                 |
| 21 квітня 1945   | 4 транспорту, 3 сторожовика, 4 катери     | з підводного положення 3 торпеди з 10 кбт    | промах                                                 | промах                                                 |

Разом 16 торпедних атак, підтверджено потоплення 2 суден, 10743 брт, результативність ще двох атак не встановлена.

### Виставлення мін
| Дата              | Район                      | Кількість і розстановка мін |
| 1941              | 1941                       | 1941                        |
| ----------------- | -------------------------- | --------------------------- |
| 27 червня 1941    | підходи до Клайпеді        | 20 мін, 4 банки по 5        |
| 19 липня 1941     | данцигська бухта           | 20 мін, 2 банки, 3 і 17     |
| 1942              |                            |                             |
| 25 серпня 1942    | на захід від о. Борнхольм  | 7 мін, 2 банки, 6 і 1       |
| 26 серпня 1942    | на захід від о. Борнхольм  | 13 мін, 2 банки, 9 і 4      |
| 2 листопада 1942  | біля о. Уте                | 10 мін, в лінію             |
| 5 листопада 1942  | підходи до Вентспілса      | 7 мін, в лінію              |
| 13 листопада 1942 | підходи до Вентспілса      | 3 міни, в лінію             |
| 1944              |                            |                             |
| 11 жовтня 1944    | в о. Борнхольм             | 20 мін, в лінію             |
| 1945              |                            |                             |
| 26 січня 1945     | підходи до Вентспілса      | 10 мін, 2 банки, 1 і 9      |
| 2 лютого 1945     | на захід від м. Брюстерорт | 2 міни, в лінію             |
| 28 березня 1945   | біля п-ва Хель.            | 20 мін, 2 банки, 10 і 10    |

Сумарно 11 мінних постановок, виставлено 132 міни.

### Результати встановлення мін
- 08.10.1941 р. тральщик «Hunter» (300 брт)
- 23.11.1941 р. транспорт «Поллукс» (3161 БРТ)
- 26.11.1941 р. теплохід «Engerau» (1142 БРТ)
- 28.11.1941 р. транспорт «Henny» (764 брт). Загинув 19.11.41 на мінах німецького оборонного загородження.
- 25.09.1942 р. шхуна «Franz Bohmke» (колишній голландський «Vledderveen», 210 брт). Піднята. 7.1943 повернена в дію.
- ? .09.1942 Р. транспорт (2600 БРТ) *? .09.1942 Р. транспорт (2600 БРТ)
- 17.11.1942 р. транспорт «Hindenburg» (7880 БРТ). Затонув 19.11.1942. Загинуло 1000—2000 радянських військовополонених
- 09.12.1942 р. транспорт «Остланд» (2152 БРТ)
- ? .12.1942 Р. транспорт «Вольфрам» (3648 БРТ)
- 14.01.1943 р. транспорт «Марі Фердинанд» (1757 БРТ). Малоймовірно.
- 06.02.1943 р. німецький транспорт «Grundsee» (866 брт). Імовірно.
- 30.03.1943 р. підводний човен «U-416» (769 брт). На британської авіаційної магнітної міні.
- ? .10.1944 Р. транспорт (2600 БРТ) *? .11.1944 Р. транспорт «Шпресуфер» (2600 БРТ)
- 20.11.1944 р. міноносець «T34» (1600 БРТ). На британської авіаційної донної міни.
- ? .11.1944 Р. сторожовий корабель Vs-53. Імовірно.
- 29.01.1945 р. транспорт «Henry Lütgens» (1141 БРТ). Імовірно. Також є ймовірність, що міни виставлені радянськими ВПС.
- 23.03.1945 р. тральщик «М-3138» (300 брт). Міни виставлені радянськими ВПС.
- 30.03.1945 р. транспорт «Jersbek» (2804 БРТ). Малоймовірно.
- Підірвалися і отримали пошкодження: 14.11.1944 р. німецьке навчальне судно «Albert Leo Schlageter» (1634 БРТ) і 07.02.1945 р. німецький криголам «Pollux» (4191 БРТ)

1. «Енциклопедія радянських підводних човнів 1941—1945»[3] згадує про 5 (ймовірно) загиблих суден (11708 брт) і 1 пошкодженого:

- 28.08.42 парусно-моторна шхуна «Walter» (177 брт)
- 25.09.42 парусно-моторна шхуна «Franz Bohmke» (210 брт)
- 17.11.42 транспорт «Hindenburg» (7880 БРТ), 1000 військовополонених, 36 автомашин та ін Пошкоджено, затонув 19.11 під час буксирування.
- 06.02.43 транспорт «Grundsee» (666 брт), вантаж вугілля
- 14.11.44 навчальне судно «Albert Leo Schlageter» (1634 БРТ). Пошкоджено.
- 29.01.45 транспорт «Henry Lutgens» (1141 БРТ)